# A. F. Clark & Company
A. F. Clark & Company war ein US-amerikanischer Hersteller von Kraftfahrzeugen.

## Unternehmensgeschichte
Albert F. Clark gründete 1903 das Unternehmen in Philadelphia in Pennsylvania. Er stellte Personenkraftwagen und Nutzfahrzeuge her, aber auch Batterien, Motoren und anderes Zubehör. Der Markenname lautete Clark, evtl. mit dem Zusatz Electric. 1905 endete die Produktion.
Clark gründete 1908 die Toledo Electric Vehicle Company.

## Fahrzeuge
Eine Modellreihe waren Elektroautos. Für sie waren 29 km/h Höchstgeschwindigkeit und 64 km Reichweite angegeben. Ein Aufbau als Stanhope ist bekannt.
Eine andere Modellreihe war der Electric Combination. Dies waren Hybridelektrokraftfahrzeuge. Diese Fahrzeuge hatten außer einem Elektromotor noch einen Ottomotor mit 7 PS Leistung. Sie konnten 48 km/h erreichen. Die Fahrzeuge waren als Brougham karosseriert.

## Übersicht über Pkw-Marken aus den USA, dieClarkbeinhalten
| Marke          | Hersteller                           | Vermarktungsbeginn | Vermarktungsende | Ort, Bundesstaat           |
| -------------- | ------------------------------------ | ------------------ | ---------------- | -------------------------- |
| Clark          | Clark Manufacturing Company          | 1897               | 1901             | Moline, Illinois           |
| Clark          | Edward S. Clark Steam Automobiles    | 1900               | 1909             | Boston, Massachusetts      |
| Clark          | A. F. Clark & Company                | 1903               | 1905             | Philadelphia, Philadelphia |
| Clark          | Clark Motor Car Company              | 1910               | 1912             | Shelbyville, Indiana       |
| Clark          | Furgason Motor Company               | 1910               | 1911             | Lansing, Michigan          |
| Clark Electric | Toledo Electric Vehicle Company      | 1909               | 1910             | Toledo, Ohio               |
| Clark Electric | Brunn Carriage Manufacturing Company | 1910               | 1910             | Buffalo, New York          |
| Clark-Hatfield | Clark-Hatfield Automobile Company    | 1908               | 1909             | Oshkosh, Wisconsin         |
| Clark-Norwalk  | Norwalk Motor Car Company            | 1910               | 1910             | Norwalk, Ohio              |
| Clarkmobile    | Clarkmobile Company                  | 1903               | 1904             | Lansing, Michigan          |